# Pi1 de l'Ossa Major
|  | No s'ha de confondre amb π¹ Ursae Majoris; per a l'altres estrelles conegudes com a Muscida vegeu: Muscida o π² Ursae Majoris.. |

Pi¹ de l'Ossa Major (π¹ Ursae Majoris) és un estel a la constel·lació de l'Ossa Major de magnitud aparent +5,65. Rep el nom tradicional de Muscida, utilitzat també per designar a Òmicron Ursae Majoris i Pi² Ursae Majoris. Situada a 46,8 anys llum del sistema solar, Pi¹ Ursae Majoris forma part del corrent d'estels de l'Associació estel·lar de l'Ossa Major.
Pi¹ Ursae Majoris és una nana groga de tipus espectral G1.5Vb, en molts aspectes semblant al nostre Sol. Amb una temperatura efectiva de 5.768 K, el seu diàmetre correspon al 95% del diàmetre solar. Una diferència notable amb el Sol és la seva edat, estimada en només 240 milions d'anys, cosa que suposa poc més del 5% de l'edat del nostre estel. Exhibeix una abundància relativa de ferro una mica inferior a la solar, entorn del 90% de la mateixa. Apareix catalogada com a variable BY Draconis, classe de variables les fluctuacions de les quals s'associen a la presència de taques en la seva superfície o un altre tipus d'activitat cromosfèrica.
Igual que estrelles com a HD 69830 o HD 76151, Pi¹ Ursae Majoris mostra un excés en l'infraroig a 30-34 μm i 70 μm, cosa que suggereix l'existència d'un disc circumestel·lar de pols al seu voltant. Observacions amb el Telescopi espacial Spitzer en longitud d'ona de 160 μm, imposen certes propietats físiques al disc, tals com una temperatura de més de 36 K i una massa inferior a 0,36 × 10-4 vegades la massa de la Lluna.